# Shanon Carmelia
Shanon David Carmelia (Willemstad, Curazao, 20 de marzo de 1989) es un futbolista curazaleño que juega de defensa para el USV Hercules de la cuarta división del fútbol neerlandés.

## Clubes
| Club                | País                  | Año       |
| ------------------- | --------------------- | --------- |
| CRKSV Jong Colombia | Antillas Neerlandesas | 2006-2007 |
| CSD Barber          | Antillas Neerlandesas | 2007-2008 |
| NEC Nimega          | Países Bajos          | 2008-2012 |
| JVC Cuijk           | Países Bajos          | 2012-2016 |
| IJsselmeervogels    | Países Bajos          | 2017-2019 |
| FC Lienden          | Países Bajos          | 2019-2020 |
| VV DOVO             | Países Bajos          | 2020-2021 |
| USV Hercules        | Países Bajos          | 2021-     |